# Zwartknopwolzwever
De zwartknopwolzwever (Bombylius cinerascens) is een vliegensoort uit de familie van de wolzwevers (Bombyliidae). De wetenschappelijke naam van de soort is voor het eerst geldig gepubliceerd in 1796 door Mikan.